# Kemar Bailey-Cole
Kemar Bailey-Cole (nacido el 10 de enero de 1992) es un atleta jamaiquino de pista y campo masculino, que compite principalmente en los 100 metros. Clasificó para los Juegos Olímpicos de Londres 2012 ejecutando una mejor marca personal de 10,00 segundos en las pruebas olímpicas de Jamaica más de 100 metros llegando quinto lo que le valió un lugar en el evento de relevo 4 × 100 en los Juegos Olímpicos de 2012. Su entrenador es Glen Mills, quien también entrena Usain Bolt y Yohan Blake. En 2013 mejoró una vez más su mejor marca personal de 100 m en unos 9,96 segundos. En la final de los 100 metros de 2013 en los campeonatos nacionales de Jamaica, Bailey-Cole terminó la carrera en 9,98 segundos, en segundo lugar solamente ante Usain Bolt quien terminó con 9.94 segundos, a pesar de un 1.5 m / s de viento de frente, donde obtuvo un título del Campeonato Mundial de Atletismo de 2013 en Moscú. Puso su mejor marca personal en la semifinal del Campeonato Mundial de Atletismo 2013 con 9,93 segundos en el que quedó en segundo lugar a su compañero de equipo Níquel Ashmeade, sin embargo, él sólo pudo ser cuarto en la final, justo fuera de las posiciones de medalla.
Formó parte del equipo de relevo jamaicano que ganó la medalla de oro en los Juegos Olímpicos de Río de Janeiro 2016, donde disputó solo en las eliminatorias.